# Acta Masonica Scandinavica
Acta Masonica Scandinavica (lat. Skandinaviska Frimurar-Handlingar) är sedan 1998 den vetenskapliga årsboken för de skandinaviska forskningslogerna verksamma inom det svenska systemet av frimureri.
Årsboken utges gemensamt av forskningslogerna "Carl Friedrich Eckleff" inom Svenska Frimurare Orden, "Friederich Münter" inom Den Danske Frimurerorden,  och "Niels Treschow" inom Den Norske Frimurerorden.
Artiklarna, som är författade på svenska, danska och norska, belyser frimureriets historia och inre verksamhet.